# Turki bin Said
Turki bin Said (eller Saiyid Turki) al Bu Said, född 1832 i Muscat i Oman, död där 4 juni 1888, var en osmansk politiker. Han efterträdde Azzan ibn Qays som sultan av Oman 1871 och hade posten till sin död 1888, då han efterträddes av sin son Faisal bin Turki.